# Vitessa gritschroeerae
Vitessa gritschroeerae är en fjärilsart som beskrevs av Ulf Buchsbaum 2000. Vitessa gritschroeerae ingår i släktet Vitessa och familjen mott. Inga underarter finns listade i Catalogue of Life.